# Hypotrachyna
Hypotrachyna (Vain.) Hale (przystrumycznik) – rodzaj grzybów z rodziny tarczownicowatych (Parmeliaceae). Ze względu na współżycie z glonami zaliczany jest do grupy porostów. W Polsce występują dwa gatunki

## Systematyka i nazewnictwo
Pozycja w klasyfikacji według Index Fungorum: Parmeliaceae, Lecanorales, Lecanoromycetidae, Lecanoromycetes, Pezizomycotina, Ascomycota, Fungi.
Nazwa polska według W. Fałtynowicza.

## Niektóre gatunki
- Hypotrachyna addita (Hale) Hale 1974
- Hypotrachyna adjuncta (Hale) Hale 1974
- Hypotrachyna baguioensis (Hale) Hale 1976
- Hypotrachyna booralensis Elix 1993
- Hypotrachyna brasiliana (Nyl.) Hale 1974
- Hypotrachyna brevirhiza (Kurok.) Hale 1975
- Hypotrachyna britannica (D. Hawksw. & P. James) Coppins 2002
- Hypotrachyna costaricensis (Nyl.) Hale 1975
- Hypotrachyna dahlii Kurok. & K.H. Moon 2000
- Hypotrachyna endochlora (Leight.) Hale 1975
- Hypotrachyna exsecta (Taylor) Hale 1974
- Hypotrachyna formosana (Zahlbr.) Hale 1975
- Hypotrachyna heterochroa (Hale & Kurok.) Elix 1985
- Hypotrachyna imbricatula (Zahlbr.) Hale 1975
- Hypotrachyna immaculata (Kurok.) Hale 1975
- Hypotrachyna laevigata (Sm.) Hale 1975
- Hypotrachyna lividescens (Kurok.) Hale 1974
- Hypotrachyna novella (Vain.) Hale 1975
- Hypotrachyna orientalis (Hale) Hale 1974
- Hypotrachyna osseoalba (Vain.) Y.S. Park & Hale 1989
- Hypotrachyna proserpinensis Elix 1993
- Hypotrachyna radiculata (Kurok.) Elix 2001
- Hypotrachyna reducens (Nyl.) Hale 1975
- Hypotrachyna revoluta (Flörke) Hale 1975 – przystrumycznik pustułkowy
- Hypotrachyna sinuosa (Sm.) Hale 1975 – przystrumycznik wykwintny
- Hypotrachyna subpustulifera Elix 1993
- Hypotrachyna taylorensis (M.E. Mitch.) Hale 1975

Nazwy naukowe na podstawie Index Fungorum. Uwzględniono tylko taksony zweryfikowane. Nazwy polskie według W. Fałtynowicza.